# Vela nos Jogos Olímpicos de Verão de 2016 - Nacra 17
As provas da classe Nacra 17 da vela nos Jogos Olímpicos de Verão de 2016 realizou-se entre 10 e 16 de agosto na Marina da Glória, Rio de Janeiro. Disputaram-se 13 regatas, sendo a última a regata das medalhas.
Ao contrário das demais provas de vela, a classe Nacra 17 que estreava em Olimpíadas, foi disputada por equipes mistas de dois velejadores.

## Formato da competição
A prova consistiu em 12 regatas preliminares e uma de discussão das medalhas (Medal Race). A posição em cada regata traduziu-se em pontos (os primeiros classificados somavam um ponto na classificação, enquanto os 13º, por exemplo, somavam com 13 pontos), que foram acumulados de regata a regata para obter a classificação. Só as 10 pontuações mais baixas ao fim das 12 primeiras regatas avançaram para a discussão das medalhas, onde os pontos obtidos juntam-se aos já acumulados.
As regatas desenrolaram-se num percurso marcado com boias (puderam haver até seis desenhados em simultâneo), que tinha que ser percorrido por uma, duas ou três voltas, consoante estabelecido pelo Comité das Regatas.

## Calendário
| Data   | Quarta 10 ago | Quinta 11 ago | Sexta 12 ago | Sábado 13 ago | Domingo 14 ago  | Segunda 15 ago | Terça 16 ago |
| ------ | ------------- | ------------- | ------------ | ------------- | --------------- | -------------- | ------------ |
| Evento | Regatas 1 e 2 | Regatas 3 a 6 | Descanso     | Regatas 7 a 9 | Regatas 10 a 12 | Descanso       | Medal Race   |

## Medalhistas
A embarcação argentina conquistou o título olímpico à frente do par australiano (prata). Já o bronze foi ganho pela dupla da Áustria.
|  | ARG Argentina                          |  | AUS Austrália                  |  | AUT Áustria              |
|  | Santiago Lange Cecilia Carranza Saroli |  | Jason Waterhouse Lisa Darmanin |  | Thomas Zajac Tanja Frank |

## Resultados
Estes foram os resultados da competição:
| Pos               | País               | Timoneiro(a)          | Tripulante(s)           | Regata 1 | Regata 1 | Regata 2 | Regata 2 | Regata 3 | Regata 3 | Regata 4 | Regata 4 | Regata 5 | Regata 5 | Regata 6 | Regata 6 | Regata 7 | Regata 7 | Regata 8 | Regata 8 | Regata 9 | Regata 9 | Regata 10 | Regata 10 | Regata 11 | Regata 11 | Regata 12 | Regata 12 | MR   | MR   | Total | Pts   |
| Pos               | País               | Timoneiro(a)          | Tripulante(s)           | Pos.     | Pts.     | Pos.     | Pts.     | Pos.     | Pts.     | Pos.     | Pts.     | Pos.     | Pts.     | Pos.     | Pts.     | Pos.     | Pts.     | Pos.     | Pts.     | Pos.     | Pts.     | Pos.      | Pts.      | Pos.      | Pts.      | Pos.      | Pts.      | Pos. | Pts. | Total | Pts   |
| Medalha de ouro   | ARG Argentina      | Santiago Lange        | Cecilia Carranza Saroli | 11       | 11.0     | 2        | 2.0      | 14       | 13.0     | 2        | 2.0      | 12       | 12.0     | 6        | 6.0      | 1        | 1.0      | 6        | 6.0      | 9        | 9.0      | BFD       | 21.0      | 2         | 2.0       | 1         | 1.0       | 6    | 12.0 | 98.0  | 77.0  |
| Medalha de prata  | AUS Austrália      | Jason Waterhouse      | Lisa Darmanin           | 6        | 6.0      | 8        | 7.0      | 4        | 4.0      | 1        | 1.0      | 1        | 1.0      | 5        | 5.0      | 15       | 15.0     | 11       | 11.0     | 11       | 11.0     | 1         | 1.0       | 12        | 12.0      | 17        | 17.0      | 2    | 4.0  | 95.0  | 78.0  |
| Medalha de bronze | AUT Áustria        | Thomas Zajac          | Tanja Frank             | 12       | 12.0     | 4        | 3.0      | 12       | 12.0     | 6        | 6.0      | 9        | 9.0      | 8        | 8.0      | 8        | 8.0      | 3        | 3.0      | 4        | 4.0      | 10        | 10.0      | 4         | 4.0       | 5         | 5.0       | 3    | 6.0  | 90.0  | 78.0  |
| 4                 | NZL Nova Zelândia  | Gemma Jones           | Jason Saunders          | 9        | 9.0      | 15       | 13.0     | 7        | 7.0      | 5        | 5.0      | 4        | 4.0      | 2        | 2.0      | 4        | 4.0      | 8        | 8.0      | 12       | 12.0     | 13        | 13.0      | 13        | 13.0      | 2         | 2.0       | 1    | 2.0  | 94.0  | 81.0  |
| 5                 | ITA Itália         | Vittorio Bissaro      | Silvia Sicouri          | 10       | 10.0     | 14       | 12.0     | 3        | 3.0      | 3        | 3.0      | 3        | 3.0      | 7        | 7.0      | 6        | 6.0      | 13       | 13.0     | 13       | 13.0     | 2         | 2.0       | 7         | 7.0       | 4         | 4.0       | 7    | 14.0 | 97.0  | 84.0  |
| 6                 | FRA França         | Billy Besson          | Marie Riou              | 7        | 7.0      | 19       | 17.0     | 16       | 15.0     | 8        | 8.0      | 13       | 13.0     | 15       | 15.0     | 2        | 2.0      | 1        | 1.0      | 1        | 1.0      | 3         | 3.0       | 11        | 11.0      | 7         | 7.0       | 5    | 10.0 | 110.0 | 93.0  |
| 7                 | SUI Suíça          | Matías Bühler         | Nathalie Brugger        | 1        | 1.0      | 7        | 6.0      | 6        | 6.0      | 19       | 19.0     | 11       | 11.0     | 18       | 18.0     | 10       | 10.0     | 7        | 7.0      | 5        | 5.0      | 5         | 5.0       | 1         | 1.0       | 10        | 10.0      | 10   | 20.0 | 119.0 | 100.0 |
| 8                 | USA Estados Unidos | Bora Gulari           | Louisa Chafee           | 13       | 13.0     | 10       | 9.0      | RET      | 21.0     | 12       | 12.0     | RET      | 21.0     | 4        | 4.0      | 9        | 9.0      | 2        | 2.0      | 8        | 8.0      | 8         | 8.0       | 9         | 9.0       | 3         | 3.0       | 4    | 8.0  | 127.0 | 106.0 |
| 9                 | GBR Grã-Bretanha   | Ben Saxton            | Nicola Groves           | 3        | 3.0      | 5        | 4.0      | 2        | 2.0      | 7        | 7.0      | 5        | 5.0      | 3        | 3.0      | 13       | 13.0     | 12       | 12.0     | 16       | 16.0     | 15        | 15.0      | 15        | 15.0      | 12        | 12.0      | 9    | 18.0 | 125.0 | 109.0 |
| 10                | BRA Brasil         | Samuel Albrecht       | Isabel Swan             | 17       | 17.0     | 1        | 1.0      | 18       | 17.0     | 9        | 9.0      | 2        | 2.0      | 16       | 16.0     | 12       | 12.0     | 4        | 4.0      | 19       | 19.0     | 7         | 7.0       | 8         | 8.0       | 8         | 8.0       | 8    | 16.0 | 136.0 | 117.0 |
| 11                | ESP Espanha        | Fernando Echavarri    | Tara Pacheco            | 16       | 16.0     | DSQ      | 21.0     | 5        | 5.0      | 16       | 16.0     | 15       | 15.0     | 10       | 10.0     | 11       | 11.0     | 5        | 5.0      | 3        | 3.0      | 4         | 4.0       | 10        | 10.0      | 6         | 6.0       | -    | -    | 122.0 | 101.0 |
| 12                | DEN Dinamarca      | Allan Nørregaard      | Anette Viborg Andreasen | 8        | 8.0      | 9        | 8.0      | 9        | 9.0      | 14       | 14.0     | 10       | 10.0     | 12       | 12.0     | 17       | 17.0     | 9        | 9.0      | 7        | 7.0      | 11        | 11.0      | 5         | 5.0       | 15        | 15.0      | -    | -    | 125.0 | 108.0 |
| 13                | GER Alemanha       | Paul Kohlhoff         | Carolina Werner         | 14       | 14.0     | 11       | 10.0     | 10       | 10.0     | 17       | 17.0     | 8        | 8.0      | 13       | 13.0     | 5        | 5.0      | 10       | 10.0     | 2        | 2.0      | 9         | 9.0       | 14        | 14.0      | 18        | 18.0      | -    | -    | 130.0 | 112.0 |
| 14                | NED Países Baixos  | Mandy Mulder          | Coen de Koning          | 5        | 5.0      | 13       | 11.0     | UFD      | 21.0     | 11       | 11.0     | 7        | 7.0      | 14       | 14.0     | 7        | 7.0      | UFD      | 21.0     | 6        | 6.0      | 14        | 14.0      | 3         | 3.0       | 13        | 13.0      | -    | -    | 133.0 | 112.0 |
| 15                | CAN Canadá         | Luke Ramsay           | Nikola Girke            | 4        | 4.0      | 17       | 15.0     | 8        | 8.0      | 10       | 10.0     | 16       | 16.0     | 9        | 9.0      | 18       | 18.0     | UFD      | 21.0     | 15       | 15.0     | 12        | 12.0      | 17        | 17.0      | 9         | 9.0       | -    | -    | 154.0 | 133.0 |
| 16                | ARU Aruba          | Nicole van der Velden | Thijs Visser            | 15       | 15.0     | 18       | 16.0     | 1        | 1.0      | 15       | 15.0     | 14       | 14.0     | 1        | 1.0      | 19       | 19.0     | 17       | 17.0     | 10       | 10.0     | 16        | 16.0      | 16        | 16.0      | 14        | 14.0      | -    | -    | 154.0 | 135.0 |
| 17                | URU Uruguai        | Pablo Defazio         | Mariana Foglia          | 19       | 19.0     | 6        | 5.0      | 11       | 11.0     | 13       | 13.0     | 17       | 17.0     | 19       | 19.0     | 16       | 16.0     | 16       | 16.0     | 17       | 17.0     | 6         | 6.0       | 6         | 6.0       | 16        | 16.0      | -    | -    | 161.0 | 142.0 |
| 18                | GRE Grécia         | Sofia Bekatorou       | Mike Pateniotis         | DNF      | 21.0     | DSQ      | 21.0     | 17       | 16.0     | 4        | 4.0      | 6        | 6.0      | 11       | 11.0     | 3        | 3.0      | 15       | 15.0     | 14       | 14.0     | 18        | 18.0      | UFD       | 21.0      | 19        | 19.0      | -    | -    | 169.0 | 148.0 |
| 19                | SIN Singapura      | Justin Liu            | Denise Lim              | 2        | 2.0      | 16       | 14.0     | 15       | 14.0     | 18       | 18.0     | 18       | 18.0     | 17       | 17.0     | 14       | 14.0     | 14       | 14.0     | 18       | 18.0     | 17        | 17.0      | UFD       | 21.0      | 11        | 11.0      | -    | -    | 178.0 | 157.0 |
| 20                | TUN Tunísia        | Hedi Gharbi           | Rihab Hammami           | 18       | 18.0     | UFD      | 21.0     | 19       | 18.0     | DNF      | 21.0     | 19       | 19.0     | 20       | 20.0     | 20       | 20.0     | 18       | 18.0     | 20       | 20.0     | 19        | 19.0      | 18        | 18.0      | 20        | 20.0      | -    | -    | 232.0 | 211.0 |

Legenda
| Recorde mundial      | Recorde mundial (World record)               |                       | Recorde africano                      | Recorde africano (African) |                                           | Q | Classificado por posição (Qualified) |
| Recorde olímpico     | Recorde olímpico (Olympic record)            | Recorde da América    | Recorde da América (Americas)         | q                          | Classificado por melhor tempo (Qualified) |   |                                      |
| Melhor marca do ano  | Melhor marca do ano (World leading)          | Recorde asiático      | Recorde asiático (Asian)              | DNS                        | Não largou (Did not start)                |   |                                      |
| Recorde nacional     | Recorde nacional (National record)           | Recorde europeu       | Recorde europeu (European)            | DNF                        | Não terminou (Did not finish)             |   |                                      |
| Recorde pessoal      | Recorde pessoal do atleta (Personal best)    | Recorde da Oceania    | Recorde da Oceania (Oceania)          | DSQ / DQ                   | Desclassificado (Disqualified)            |   |                                      |
| Recorde da temporada | Recorde da temporada do atleta (Season best) | Recorde sul-americano | Recorde sul-americano (South America) | NM                         | Sem marca (No mark)                       |   |                                      |

### Vela
| M   | Regata da Medalha da qual só participam os dez primeiros colocados das regatas anteriores  |  |  | CAN | Regata cancelada |
| BFD | Desclassificado por bandeira preta (Black Flag Disqualified)                               |  |  |     |                  |
| UFD | Desclassificado por bandeira "U" (U Flag Disqualified)                                     |  |  |     |                  |
| OCS | Largada queimada (On the Course Side of the starting line)                                 |  |  |     |                  |
| DNE | Desclassificação sem eliminação (infração a um item do regulamento da prova – Did Not End) |  |  |     |                  |